# Casa Cusí
Casa Cusí és un habitatge del municipi de Figueres (Alt Empordà) inclòs en l'Inventari del Patrimoni Arquitectònic de Catalunya.

## Descripció
Edifici al centre de la ciutat històrica. És un edifici entre mitgeres bastit en desnivell. Consta de planta baixa, una planta pis i galeria amb una torre a manera de campanar en un costat. La planta baixa té un encoixinat de carreus a la base. A la planta baixa presenta portal d'accés d'arc apuntat on destaca la dovella central amb motiu geometritzant. A un lateral presenta finestra trigeminada amb arcs trevolats i l'altra banda dos portals laterals amb permòdols. A la primera planta, sobre els portals mènsules decorades que sostenen els balcons amb obertures d'arc a nivell i guardapols i motiu floral.

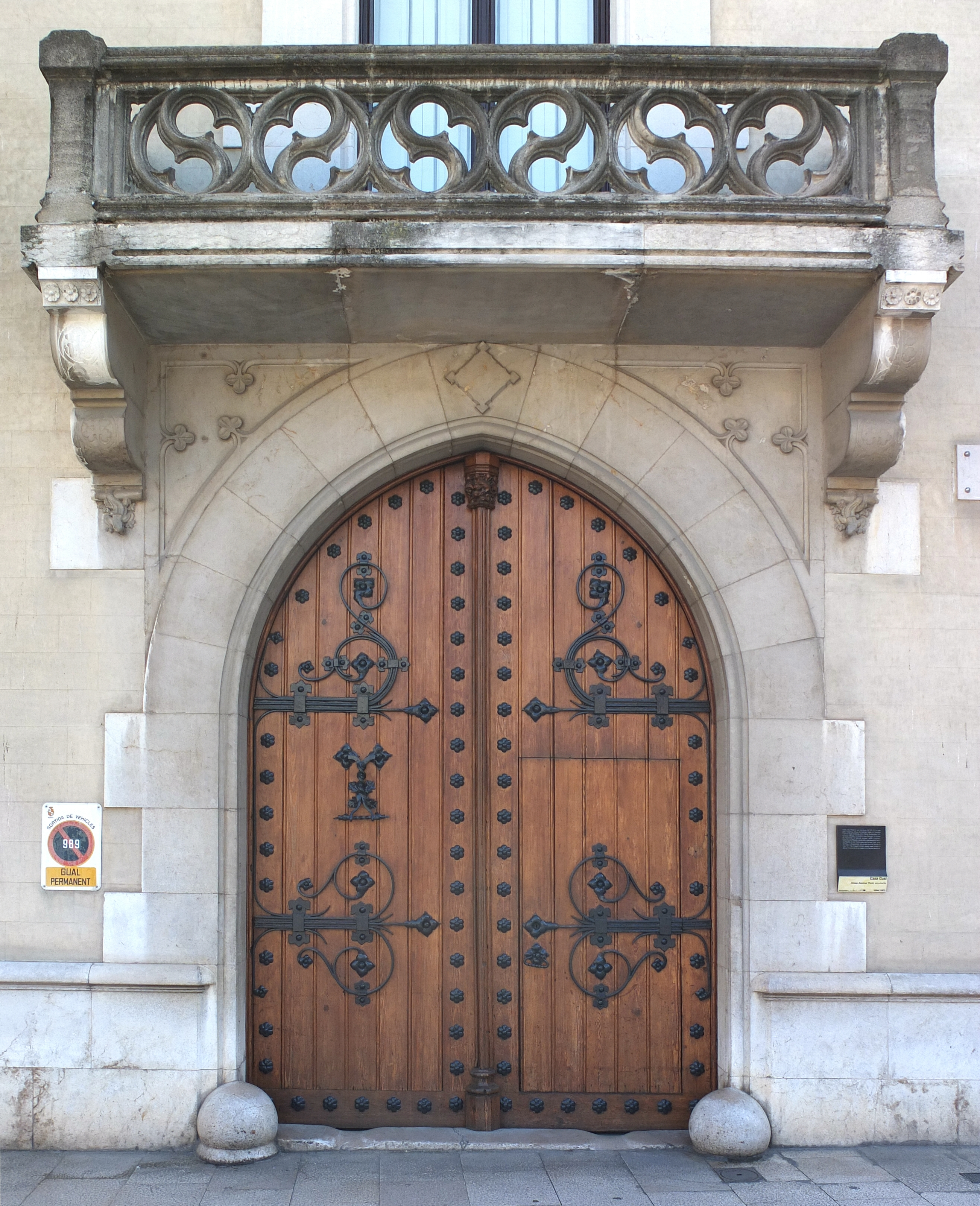
El portal

Sobre la finestra trigeminada lateral presenta tribuna oberta sobre mènsules. Tant la tribuna com els balcons presenten barana amb ornamentació floral esculpida en pedra. De la barana arrenquen les columnes que sostenen la coberta amb arcs lobulats. El pis superior presenta una galeria a manera de trifori forma el nivell superior de la casa. A sobre d'aquest unes mènsules sostenen el ràfec de la coberta a dues aigües. Pel que fa a la torre lateral el nivell inferior està decorat amb una finestra trigeminada amb arcs lobulats i tres obertures rectangulars a sobre, totes elles emmarcades per una motllura coronada en forma d'arc conopial. Al primer pis presenta una finestra també trigeminada amb arcs trevolats separats per columnes amb capitells. Per sobre una altra finestra d'arc trevolat. Sobre d'aquest rellotge circular i a per damunt una última finestra trigeminada d'arc conopial separades per columnes amb capitell decorat. Presenta coberta de teules a dos vessants. Amb finestra sobresortint amb voladís propi.

## Història
El 1894, Carles Cusí i de Miquelet va encarregar a Josep Azemar la casa, on va residir amb la seva esposa Àngela Jordà de Genover i els seus fills..